# Gadget Boy & Heather
Gadget Boy & Heather (ook bekend als Gadget Boy) is een Franse animatieserie van DiC Entertainment. De serie is een spin-off van de serie Inspector Gadget.

## Verhaal
De serie speelt zich af in een tijd dat Inspector Gadget, de domme bionische detective met een onovertroffen talent om in de problemen te raken, nog een kind was genaamd Gadget Boy (hoewel dialoog in de eerste aflevering suggereert dat de Gadget in de serie niet een jonge versie van Inspector Gadget is, maar een futuristische versie van hem met dezelfde persoonlijkheid. Dit zou een stuk logischer zijn, daar Gadget in deze serie als kind zijn vele gadgets al heeft terwijl in de originele serie werd verklaard dat hij zijn operatie tot cyborg pas als volwassene had ondergaan).
Gadget Boys bionische implantaten zijn aangebracht door de Zwitserse wetenschapper Byron Dabble, die een oogje heeft op de vrouwelijke agent Heather (Gadgets vaste partner in de serie, die min of meer de rol van Penny overnam). Ook werd het duo bijgestaan door de robothond G-9 (een vervanger voor Brain).
Gadget Boy en Heather krijgen in de serie hun opdrachten van de Italiaanse politiechef Stromboli, die duidelijk als vervanger voor Chief Quimby dient. Gadgets traditionele aartsvijand, Dr. Claw, is niet aanwezig in de serie. In plaats daarvan bevecht Gadget een gemaskerde vrouwelijke schurk genaamd Spydra, die altijd wordt bijgestaan door de Rus Boris Vulture en haar handlanger Mulch.

## Productie
De serie debuteerde in 1995. Na het eerste seizoen van 26 afleveringen werd nog een tweede serie gemaakt getiteld "Gadget Boy's Adventures in History". De muziek werd gecomponeerd door Mike Piccirillo.

## Afleveringen
1. Don't Burst My Bubble
2. Gadget Boy In Toyland
3. Gadget Boy and the Wee Folk
4. You Oughta Be In Paintings
5. All That Gadget Is Not Glitter
6. Gadget Boy and the Great Race
7. Raiders of the Lost Mummies
8. From Russia with Gadget Boy
9. Gadget Boy And The Ship Fools
10. Gadget Boy And The Uncommon Cold
11. Double Trouble Toil and Dabble
12. Gadget Boy Squadron
13. My Gadget Guard
14. Treasure Of The Sierra Gadget
15. Gadget Boy And The Dumpling Gang
16. The Day That Gadget Stood Still
17. Monumental Mayhem
18. Jurassic Spydra
19. Gadget Boy's Tiniet Adventure
20. Power of Babble
21. Pirate of The Airwaves
22. Jaws And Teeth
23. Eight Hands Are Quicker Than Gadget Boy
24. Boris For President
25. All Webbed Up
26. Vulture Of The Bride